# Гуцульська вулиця (Київ)
Гуцу́льська вулиця — вулиця у Солом'янському районі міста Києва, селище Жуляни. Пролягає від Повітрофлотської вулиці до кінця забудови, продовженням слугує незабудована дорога, що йде до вулиці Шевченка.
Прилучаються вулиці Робітнича та Професора Делоне.

## Історія
Вулиця зафіксована ще на картах Київської губернії 1860-х років та 1891 року, називалася, ймовірно, за назвою кутка села, через який пролягала (Марченків). Не раніше 1950-х років отримала назву вулиця Карла Маркса на честь німецького вченого-філософа, засновника комуністичної ідеології Карла Маркса. 
Сучасна назва на честь гуцулів — етнографічної групи українців, які населяють переважно захід України — з 2022 року.

## забудова
Місцями збереглася забудова 1-ї третини XX століття.